# Menelau de Alexandria

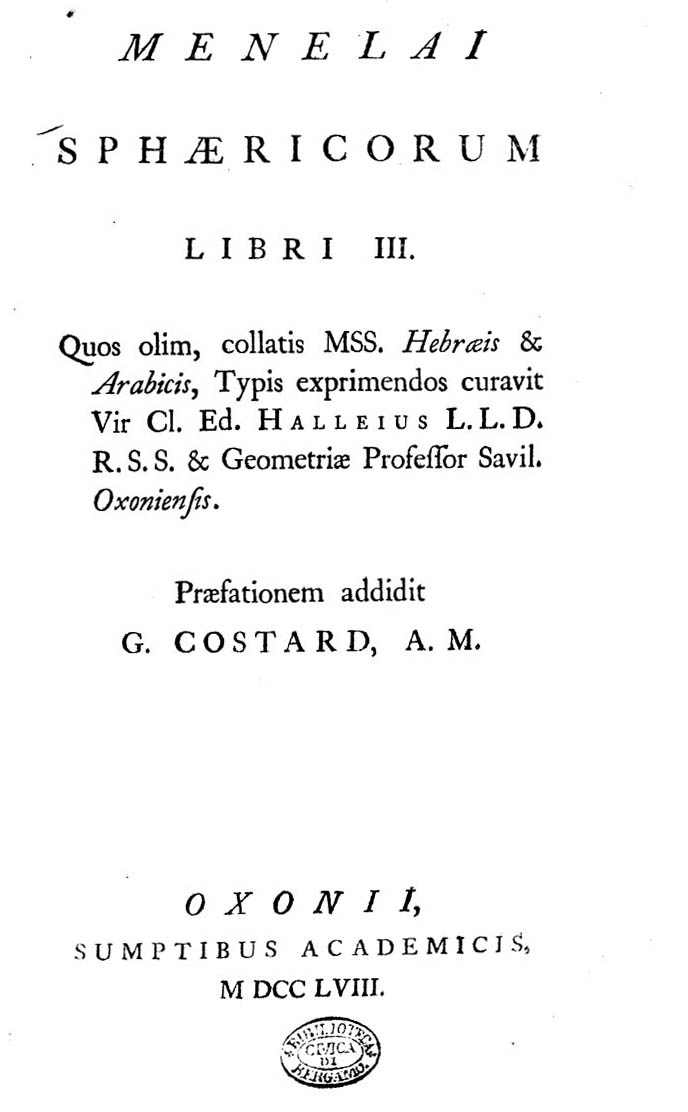
Sphaericorum libri tres

Menelau de Alexandria (ca. 70 — 140) foi um astrônomo e matemático grego.

## Vida
Menelau possivelmente viveu em Alexandria, Egito e em Roma, tendo estado em Alexandria até a sua juventude, mudando-se para Roma mais tarde.
Há registos de Ptolomeu sobre observações astronômicas feitas por Menelau em Roma. Sabe-se que ele escreveu “O Livro das Proposições Esféricas”, “Sobre o Conhecimento dos Pesos e a Distribuição de Diferentes Corpos”, três livros sobre “Elementos de Geometria” e “O Livro sobre o Triângulo”. Pensa-se ainda que Menelau teria escrito um texto sobre mecânica. Destes livros, só o primeiro chegou aos nossos dias.
Menelau foi o primeiro a escrever a definição de triângulos esféricos, “o espaço incluído entre arcos de círculos máximos na superfície de uma esfera (…) Esses arcos são sempre menores que um semi-círculo”. O trabalho de Menelau marcou um ponto de virada na trigonometria esférica, tendo o seu trabalho sido aplicado em Astronomia.
Menelau é ainda hoje conhecido pelo seguinte teorema que, conhecido anteriormente no plano, foi demonstrado por Menelau em geometria esférica: “Considerem-se três pontos X, Y e Z, respectivamente em cada uma das retas BC, AC e AB. Então X, Y e Z são colineares se e somente se:
{\displaystyle {\frac {AZ}{ZB}}\cdot {\frac {BX}{XC}}\cdot {\frac {CY}{YA}}=-1.}